# Ramal ferroviario Gorostiaga-Anderson
El Ramal Gorostiaga - Anderson (ramal S-6) pertenece al Ferrocarril Domingo Faustino Sarmiento, Argentina.

## Ubicación
Se halla íntegramente en la provincia de Buenos Aires, atravesando los partidos de Chivilcoy, Veinticinco de Mayo y Alberti.

## Características
Era un ramal secundario de la red, usado para transporte de pasajeros y principalmente de cargas agrarias. A 2020, se encuentra sin actividad y estado de abandono.
Sus vías y terrenos están bajo tutela de la empresa estatal Trenes Argentinos Cargas, desde Gorostiaga hasta Presidente Quintana.

## Historia
El ramal se inicia en septiembre de 1907 con 70 km de extensión, con conexión en Gorostiaga, hacia la ciudad de Buenos Aires.
La lenta desaparición de este ramal comienza en la década de 1960 con la aplicación del plan Larkin. Su clausura definitiva se realizó a principios de los años años 1990 con la privatización del ferrocarril.

## Galería

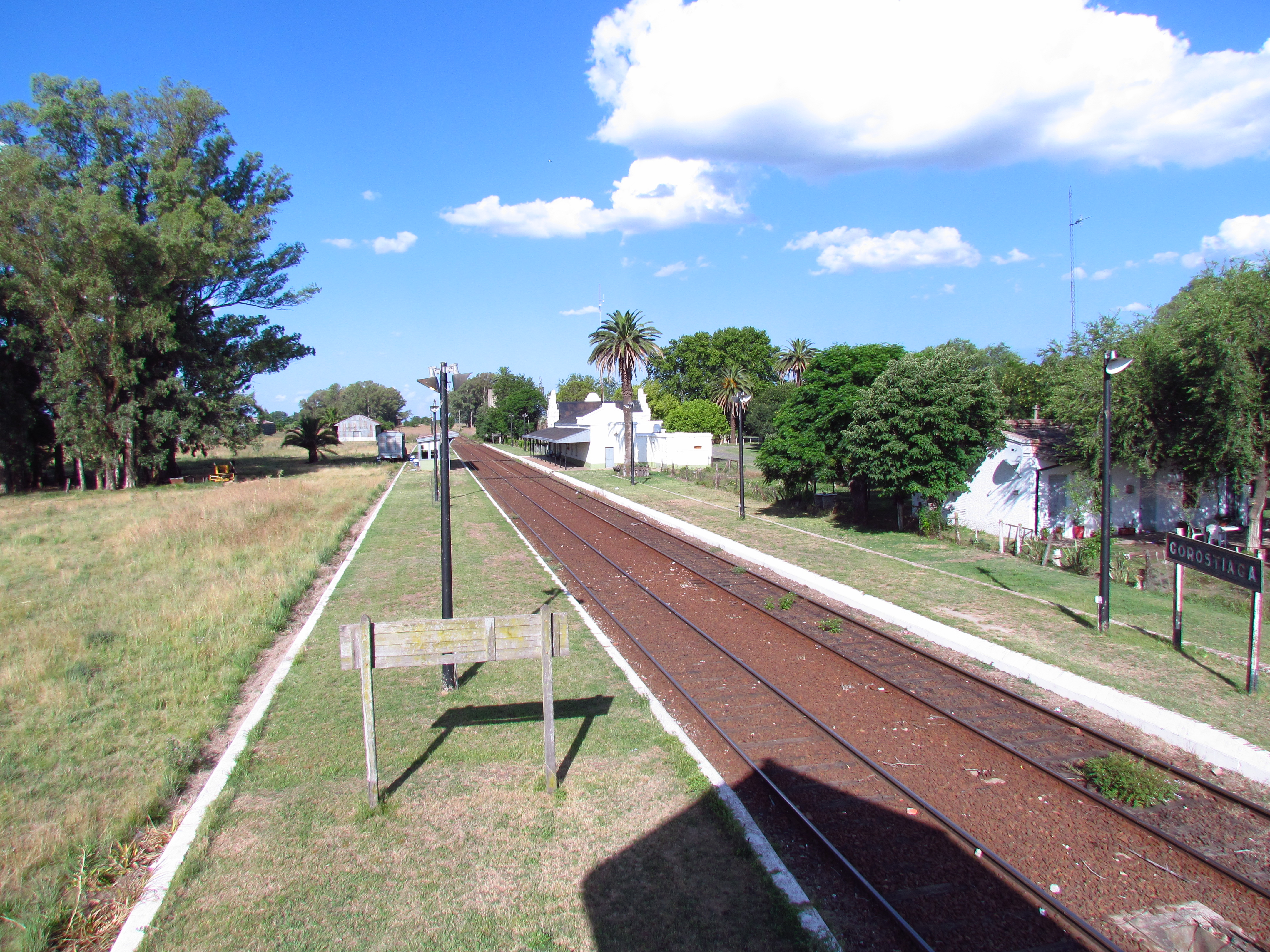
Gorostiaga
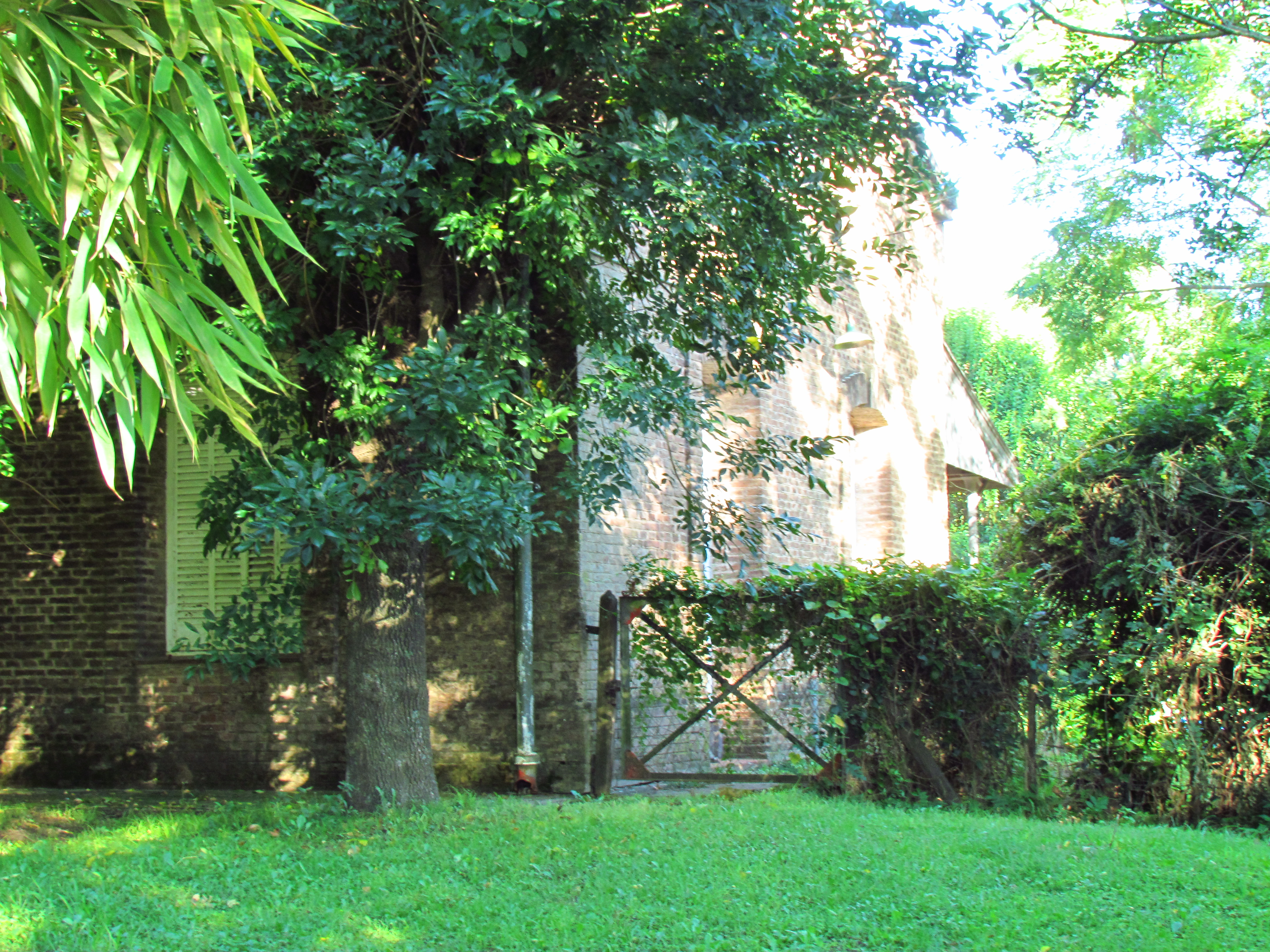
La Rica
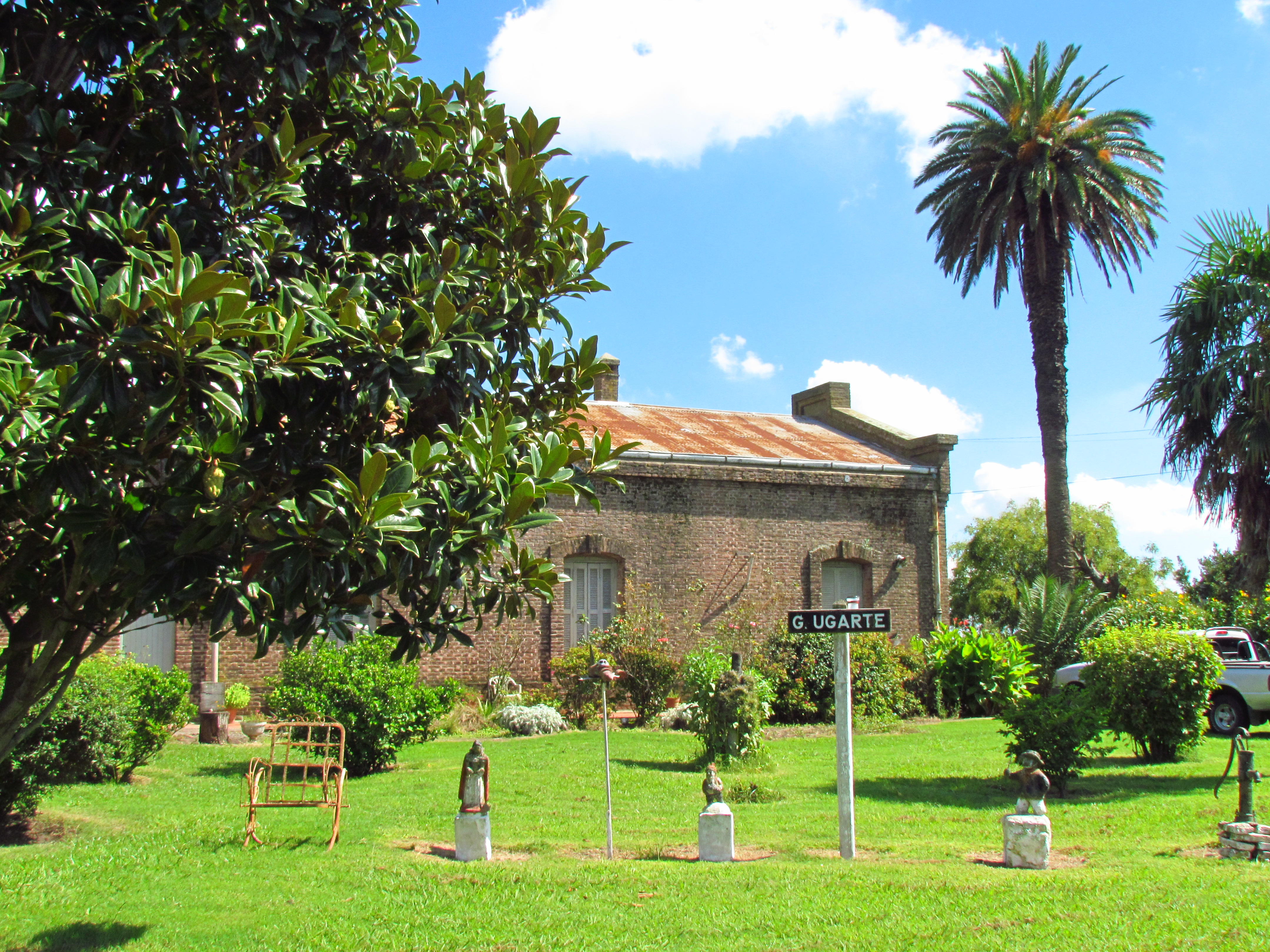
Gobernador Ugarte
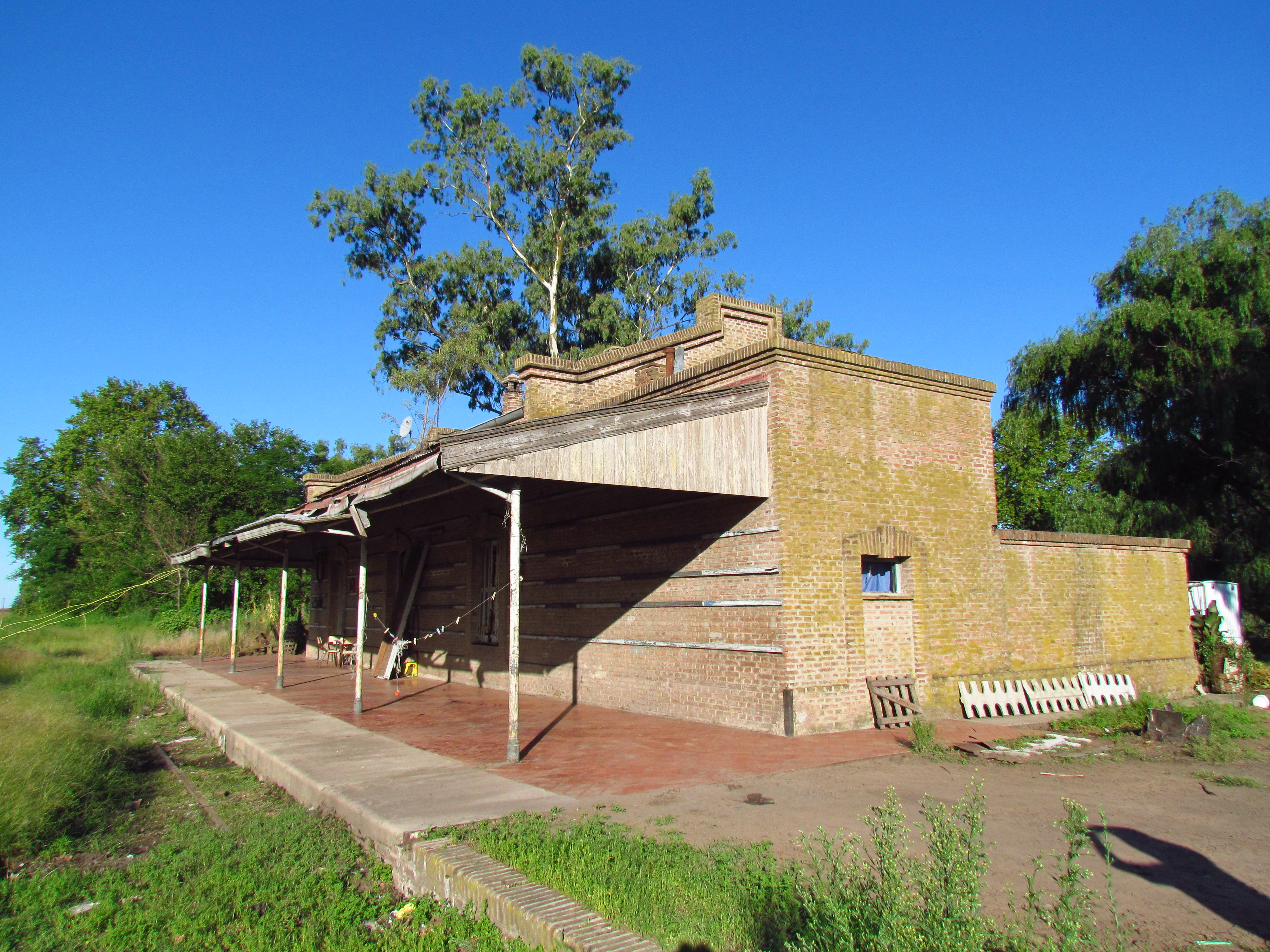
Presidente Quintana
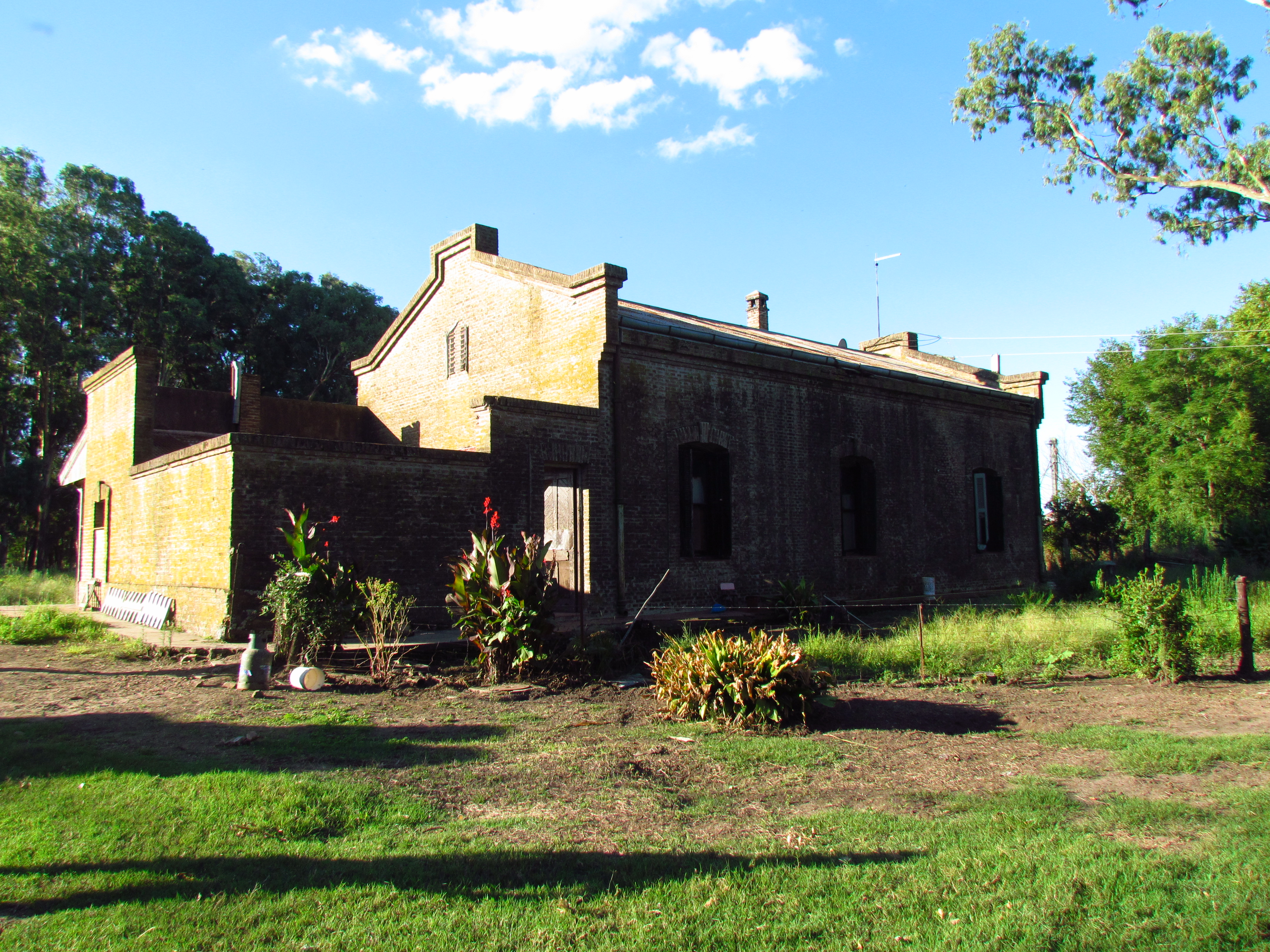
Anderson
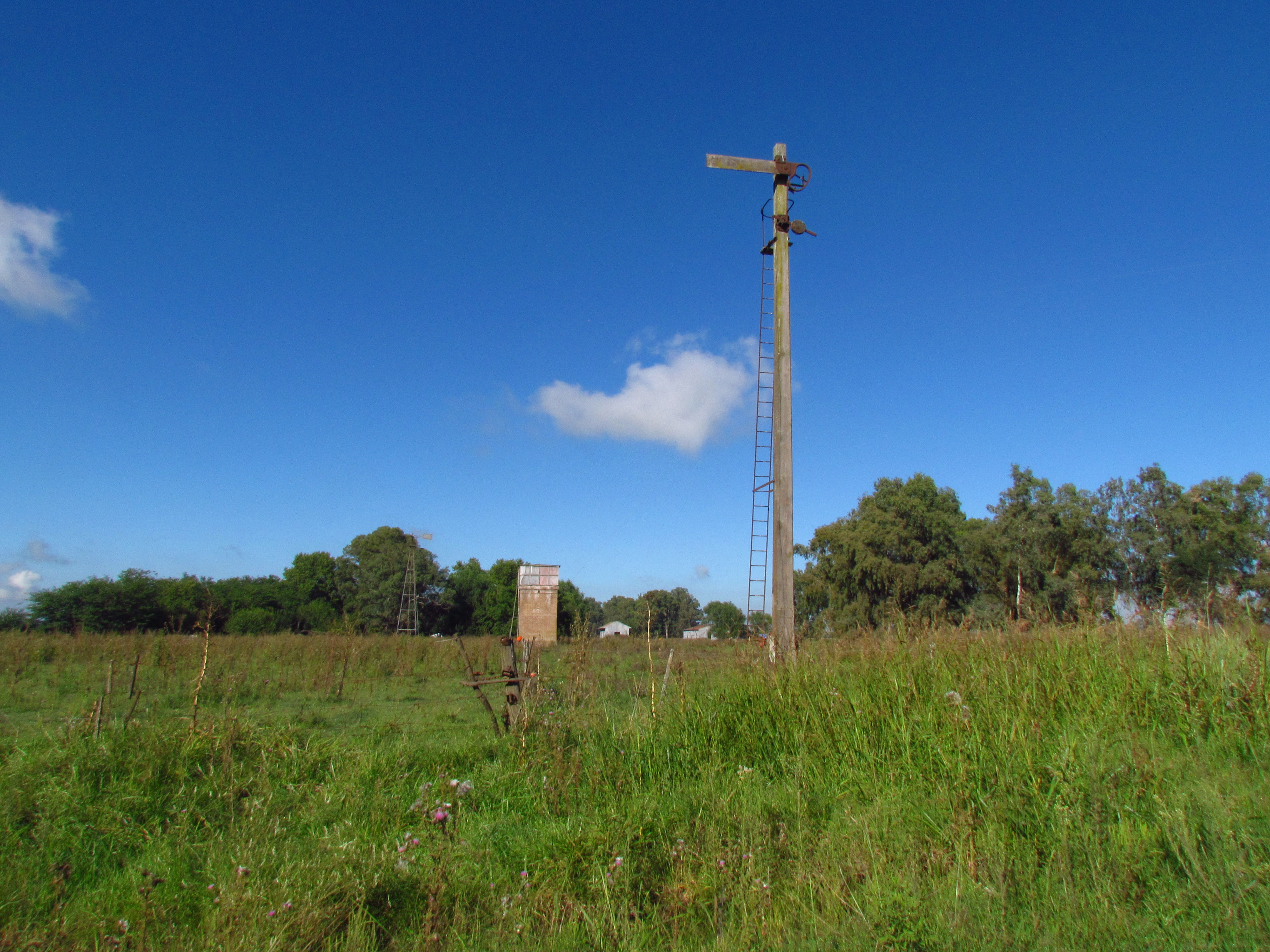
Henry Bell